# Veckersviller
Veckersviller (deutsch Weckersweiler) ist eine französische Gemeinde mit 230 Einwohnern (Stand 1. Januar 2022) im Département Moselle in der Region Grand Est (bis 2015 Lothringen). Sie gehört zum Arrondissement Sarrebourg-Château-Salins und zum Gemeindeverband Sarrebourg Moselle Sud.

## Geografie
Veckersviller liegt etwa zehn Kilometer nördlich von Phalsbourg und 16 Kilometer nordöstlich von Sarrebourg auf einer Höhe zwischen 268 und 325 m über dem Meeresspiegel im Vorland der nordwestlichen Vogesen. Im Norden und Osten grenzt Veckersviller an das elsässische Département Bas-Rhin.

## Geschichte
Das Dorf kam 1766 zu Frankreich, von 1871 bis 1918 zum Deutschen Reich und seit 1919 wieder zu Frankreich.
Der Löwe im rechten Teil des Gemeindewappens steht für die der Herren von Hérange, denen Veckersviller gehörte; der Bär ist das Symbol von St. Gallus, dem Schutzpatron der Gemeinde.

### Bevölkerungsentwicklung
| Jahr      | 1962 | 1968 | 1975 | 1982 | 1990 | 1999 | 2007 | 2019 |
| Einwohner | 299  | 280  | 254  | 235  | 222  | 255  | 293  | 233  |

## Kultur und Sehenswürdigkeiten

Kirche St. Gallus in Veckersviller
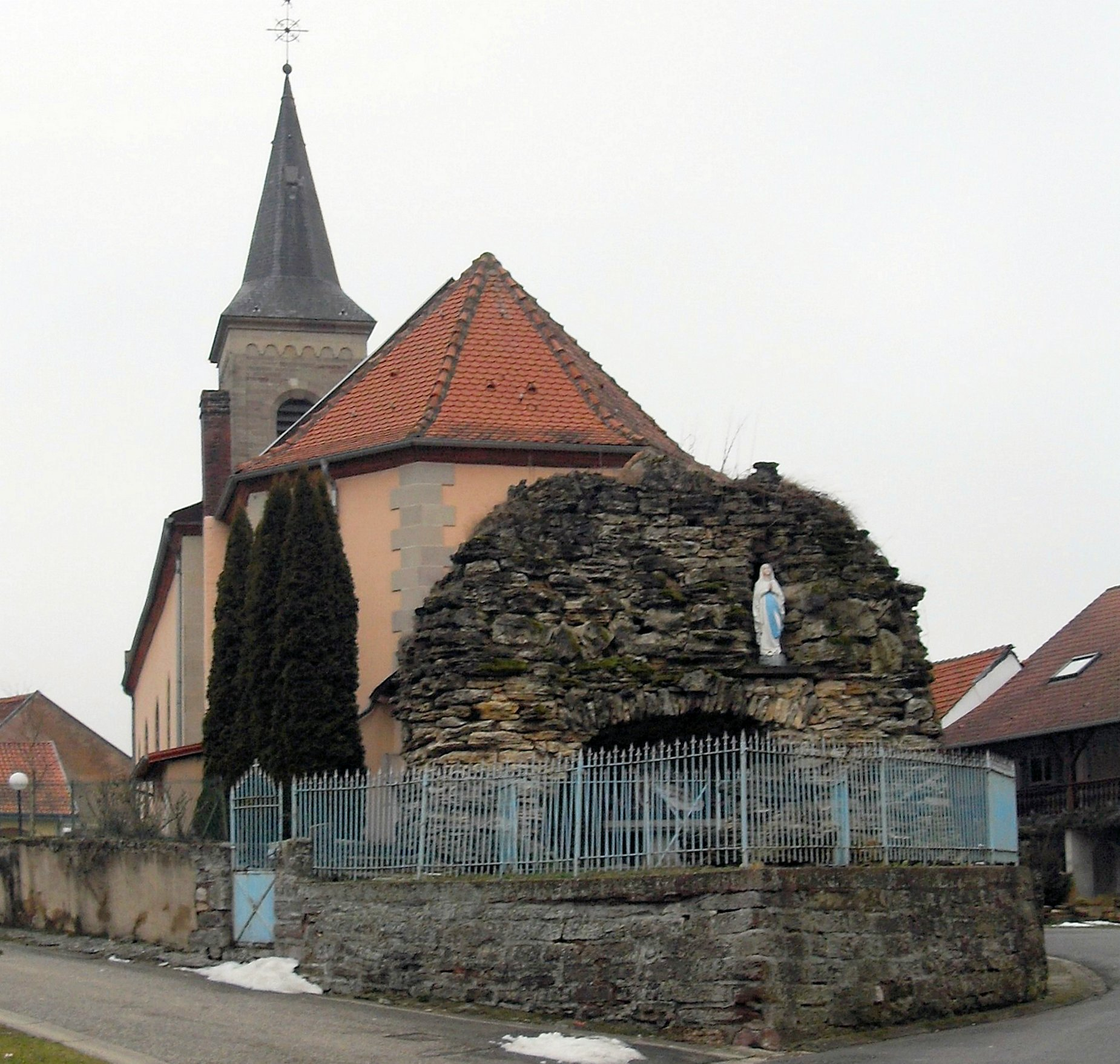
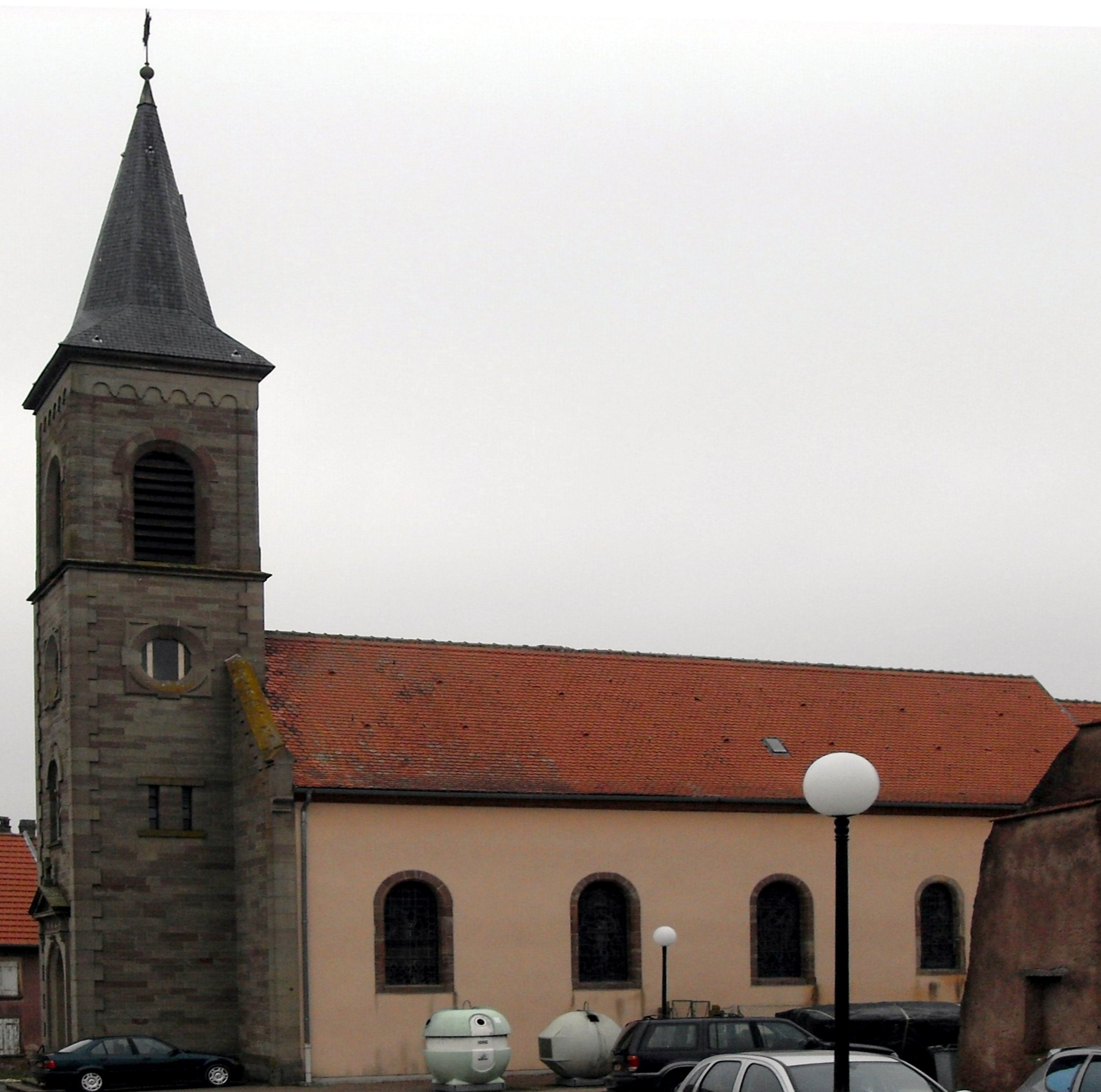